# Авганистан на Летњим олимпијским играма 2020.
Авганистан се такмичио на Летњим олимпијским играма 2020. у Токију. Првобитно планиране да се одрже од 24. јула до 9. августа 2020. године, Игре су одложене за период од 23. јула до 8. августа 2021. године због пандемије COVID-19.

## Такмичари
Следи списак броја такмичара на Играма.
| Спорт      | Мушкарци | Жене | Укупно |
| ---------- | -------- | ---- | ------ |
| Атлетика   | 1        | 1    | 2      |
| Стрељаштво | 1        | 0    | 1      |
| Пливање    | 1        | 0    | 1      |
| Теквондо   | 1        | 0    | 1      |
| Укупно     | 4        | 1    | 5      |

## Атлетика
Авганистан је добио универзалне слотове од Светске атлетике за слање два спортисте на Олимпијске игре.
- Note–Ranks given for track events are within the athlete's heat only
- Q = Qualified for the next round
- q = Qualified for the next round as a fastest loser or, in field events, by position without achieving the qualifying target
- NR = National record
- N/A = Round not applicable for the event
- Bye = Athlete not required to compete in round

Догађаји на стази и путу
| Спортиста          | Догађај         | Достигнуће | Достигнуће | Четвртфинале     | Четвртфинале     | Полуфинале       | Полуфинале       | Финале           | Финале           |
| Спортиста          | Догађај         | Резултат   | Ранг       | Резултат         | Ранг             | Резултат         | Ранг             | Резултат         | Ранг             |
| ------------------ | --------------- | ---------- | ---------- | ---------------- | ---------------- | ---------------- | ---------------- | ---------------- | ---------------- |
| Ша Махмуд Нур Захи | Мушкарци, 100 м | 11.04 ПБ   | 7          | није напредовао  | није напредовао  | није напредовао  | није напредовао  | није напредовао  | није напредовао  |
| Камија Јусуфи      | Жене 100 м      | 13,29 НР   | 7          | није напредовала | није напредовала | није напредовала | није напредовала | није напредовала | није напредовала |

## Стрељаштво
Авганистан је добио позив од Трипартитне комисије да пошаље мушког стрелца на Летње олимпијске игре, под условом да се испуни минимални квалификациони резултат (MQS), што је означило олимпијски деби нације у овом спорту.
| Спортиста    | Догађај                        | Квалификација | Квалификација | Финале          | Финале          |
| Спортиста    | Догађај                        | Поени         | Ранг          | Поени           | Ранг            |
| ------------ | ------------------------------ | ------------- | ------------- | --------------- | --------------- |
| Махди Јовари | Мушка ваздушна пушка 10 метара | 601.4         | 47            | није напредовао | није напредовао |

Легенда квалификација: Q = Квалификовати се за следеће коло; q = Квалификовати се за бронзану медаљу (сачмара)

## Пливање
Авганистан је добио универзални позив од ФИНА да пошаље једног најбоље рангираног пливача у својим појединачним дисциплинама на Олимпијске игре, на основу ФИНА система бодовања од 28. јуна 2021. године.
| Спортиста    | Догађај                      | Топлота | Топлота | Полуфинале      | Полуфинале      | Финале          | Финале          |
| Спортиста    | Догађај                      | Време   | Ранг    | Време           | Ранг            | Време           | Ранг            |
| ------------ | ---------------------------- | ------- | ------- | --------------- | --------------- | --------------- | --------------- |
| Фахим Анвари | Мушкарци, 50 метара слободно | 27,67   | 69      | није напредовао | није напредовао | није напредовао | није напредовао |

Авганистан је добио позив од Трипартитне комисије.
| Спортиста      | Догађај         | Осмина финала          | Четвртфинале       | Полуфинале         | Репешаж            | Финале             | Финале          |
| Спортиста      | Догађај         | Опозиција Резултат     | Опозиција Резултат | Опозиција Резултат | Опозиција Резултат | Опозиција Резултат | Ранг            |
| -------------- | --------------- | ---------------------- | ------------------ | ------------------ | ------------------ | ------------------ | --------------- |
| Фарзад Мансури | Мушкарци +80 кг | In K-d (KOR) · Л 12–13 | није напредовао    | није напредовао    | није напредовао    | није напредовао    | није напредовао |